# Spike (телеканал)
Spike (ранее назывался Spike TV) — бывший американский кабельный телевизионный канал, принадлежавший компании Paramount Global. Начал своё вещание 11 августа 2003 года, заменив телеканал TNN.
В феврале 2017 года компания Paramount Global объявила, что Spike будет закрыт в 2018 году и его место займёт новый телеканал — Paramount Network. Spike официально прекратил своё вещание 17 января 2018 года.

## История

### Spike TV(2003—2006)
В апреле 2003 года было объявлено, что телеканал TNN прекратит своё вещание и его место займёт новый телеканал — Spike TV, который позиционировался как первый телеканал, полностью ориентирующийся на мужскую аудиторию.

Логотип Spike TV (2003—2006)

Изначально планировалось, что Spike TV начнёт своё вещание в июне 2003 года, но выход в эфир пришлось отложить, так как кинорежиссёр Спайк Ли добился судебного запрета от Верховного Суда Нью-Йорка, который запрещает компании Paramount использовать название «Spike TV» как название для телеканала. Сам Ли утверждал, что его судебный иск был вызван тем, чтобы никто не подумал, что он связан с новым телеканалом. В итоге, судебное дело было официально завершено 8 июля 2003 года. Победу в суде одержал Spike TV, после чего Спайк Ли признал, что новый телеканал не имеет к нему никакого отношения.
Spike TV начал своё вещание 11 августа 2003 года — на восемь недель позже, чем планировалось ранее.

### Spike(2006—2018)

Логотип Spike (2006—2015)

В 2005 году компания Viacom, которая является владельцем Paramount Global, провела опрос, в ходе которого выяснилось, что большая часть людей считают сериалы и программы, транслируемые на Spike TV, чрезмерно жестокими и акцентирующими внимание на сексапильности. Результаты опроса побудили Viacom провести ребрендинг телеканала и слегка изменить его направление. В 2006 году компания провела презентацию, в ходе которой был показан новый логотип телеканала (на котором название телеканала было изменено просто на Spike). Также, Viacom объявила, что теперь телеканал будет акцентировать своё внимание на программах в жанре экшен. Телеканал сменил своё название и логотип в июне 2006 года одновременно с выходом своего нового сериала — «Блэйд». 
В октябре 2007 года президентом Spike был назначен Кевин Кей. Это случилось после того, как в течение двух предыдущих лет он занимал должность исполнительного вице-президента и генерального директора телеканала. Должность президента оставалась вакантной с декабря 2006 года. 
3 марта 2015 года была проведена вторая презентация, на которой был представлен новый логотип Spike и его новый слоган — «Те, на кого стоит смотреть». Второй ребрендинг телеканала был вызван тем, чтобы сделать Spike более привлекательным для женщин, сделав акцент на «талантливых актёрах, увлекательных шоу и хитах, о которых говорят» и дальнейшем расширении за счёт сериалов.

### Закрытие(2018)
9 февраля 2017 года было объявлено, что Spike будет закрыт и его место займёт новый телеканал — Paramount Network. Это решение было вызвано желанием приблизить телеканал к киноиндустрии.
В начале 2018 года штаб-квартира Spike была перемещена из Нью-Йорка в Лос-Анджелес. 17 января 2018 года Spike официально прекратил своё вещание.

## Список программ

### Оригинальные сериалы
- «Грязный Гарри» (2003)[14]
- «Стрипперелла» (2003—2004)[15]
- «The Ultimate Fighter» (2005—2011)[16]
- «Блэйд» (2006)[17]
- «Афросамурай» (2007)[18]
- «Точка убийства» (2007)[19]
- «1000 способов умереть» (2008—2012)[20]
- «Фабрика» (2008)[21]
- «Школа боевых искусств» (2008)[22]
- «Непобедимый воин» (2009—2011)[23]
- «Игроки» (2010)[24]
- «Реальные парни» (2010—2011)[25]
- «Спасение бара» (2011—2017)[26]
- «Тут» (2015)[27]
- «Хроники Шаннары» (2016—2017)[28]
- «Мгла» (2017)[29]